# Rivolta araba
La rivolta araba  (in arabo الثورة العربية‎?, al-Thawra al-ʿArabiyya), svoltasi fra il 1916 e il 1918, fu avviata dallo sharīf de La Mecca, al-Husayn ibn ʿAlī, dietro la promessa che gli Alleati avrebbero procurato agli arabi la completa indipendenza dal giogo turco-ottomano, qualora essi avessero combattuto contro Istanbul nella prima guerra mondiale.

## Storia
Questa rivolta fu innescata dalla rivoluzione con cui, nel 1908, i nazionalisti turchi del partito riformista dei Giovani Turchi assunsero la guida dell'Impero ottomano, lasciando al sultano Abdul Hamid II un potere puramente formale. La politica ottomana cambiò e si accrebbe la discriminazione nei confronti delle componenti non turche dell'Impero. Quando gli ottomani si allearono nel 1914 con gli imperi centrali nella prima guerra mondiale, molti nazionalisti arabi che si trovavano a Damasco e a Beirut furono arrestati, torturati e giustiziati dagli stessi ottomani. Gli arabi furono anche minacciati dalla costruzione della ferrovia dell'Hegiaz, che i turchi pensavano potesse aiutare il loro esercito a spostare truppe e materiali più facilmente e più in profondità nei paesi arabi (la ferrovia fu infine realizzata sotto il sultanato di Abdul Hamid II, ma il suo impatto sulla guerra fu trascurabile); inoltre, è opportuno sottolineare che la ferrovia avrebbe avuto un notevole impatto sull'afflusso dei pellegrini verso i luoghi sacri della Mecca e di Medina e ciò minacciava gli interessi delle tribù arabe che di fatto controllavano l'Hegiaz.
A causa di questi motivi lo sharīf al-Ḥusayn ibn ʿAlī, in quanto capo dei nazionalisti arabi, concluse un'alleanza con il Regno Unito e la Francia contro gli ottomani verso l'8 giugno 1916 (la data precisa è ancora alquanto dibattuta). Le forze arabe furono affidate al comando dei suoi figli ʿAbd Allāh e Faysal, mentre il governo britannico in Egitto immediatamente distaccò un giovane ufficiale perché lavorasse con gli arabi. Quest'uomo era il capitano Thomas Edward Lawrence, noto poi come Lawrence d'Arabia.
Il maggior contributo di Lawrence alla rivolta araba fu quello di convincere i capi arabi (Faysal e ʿAbd Allāh) a coordinare i loro sforzi per sostenere la strategia britannica. Egli convinse gli arabi a non espellere gli ottomani da Medina e ad attaccare invece la ferrovia dell'Hegiaz in numerose occasioni. Ciò costrinse gli ottomani a inviare sempre maggiori unità militari a protezione della ferrovia e a riparare i continui danni inflitti dagli arabi di Faysal e Lawrence.
Nel 1917 Lawrence pianificò un'azione congiunta con forze irregolari arabe e appartenenti alla tribù di Awda Abu Tayi (fino ad allora agli ordini degli ottomani) contro il porto della cittadina di ʿAqaba, che rivestiva notevole interesse per i britannici in quanto base di rifornimento della forza di spedizione egiziana (Egyptian Expeditionary Force), come pure per la rivolta araba. Il 6 luglio, dopo un audace attacco condotto dal lato di terra (dal quale non si temevano azioni militari, visto che s'affacciava sulla steppa, la bādiyya), ʿAqaba cadde nelle mani degli arabi. Più avanti nell'anno i guerrieri arabi effettuarono limitate incursioni contro le posizioni ottomane per agevolare l'offensiva invernale del generale Allenby contro la linea difensiva turca Gaza-Bersheeba (vedere battaglia di Beersheba). Le vittorie di Allenby portarono direttamente alla presa di Gerusalemme poco prima di Natale del 1917.
Nel 1918 la cavalleria araba si rafforzò, non appena sembrò che la vittoria finale fosse a portata di mano, e fu in grado di aiutare l'esercito di Allenby con un'intelligente azione d'identificazione delle posizioni militari ottomane. Essa aggredì anche le colonne di rifornimento ottomane, attaccò piccole guarnigioni e distrusse binari ferroviari. Grazie anche a questi attacchi, l'ultima offensiva di Allenby, la battaglia di Meghiddo, fu un clamoroso successo, con l'esercito ottomano messo in rotta in meno di 10 giorni di scontri. Le truppe della cavalleria leggera australiana marciarono senza trovare resistenza fino a Damasco il 30 settembre 1918. Thomas Edward Lawrence e le sue truppe arabe cavalcarono fino a Damasco, anticipando Allenby, per ricevere la resa "ufficiale" dei turchi. Alla fine della guerra, la forza di spedizione egiziana aveva posto sotto controllo quelli che oggi sono gli stati di Israele, Giordania, Libano, gran parte della Penisola araba e del sud della Siria.
La Gran Bretagna aveva promesso con la corrispondenza Husayn-McMahon che avrebbe sostenuto l'indipendenza araba se gli arabi si fossero ribellati agli ottomani. A fine conflitto, nonostante il successo dei combattenti arabi, la spartizione dei territori fu fatta nell'ambito degli accordi Sykes-Picot (1916), con cui la Gran Bretagna, la Francia e la Russia avevano segretamente concordato di dividersi l'area araba. Ulteriori ambiguità e motivo di contrasti vennero create dalla dichiarazione Balfour del 1917, che prometteva l'aiuto britannico agli ebrei per l'istituzione di un "focolare ebraico" (national home) nella Palestina araba.